# Shinkichi Etō
Pour les articles homonymes, voir Etō.
Shinkichi Etō (衞藤 瀋吉, Etō Shinkichi), né le 16 novembre 1923 en Chine et décédé le 12 décembre 2007, est un politologue japonais.
Il entre à l’Université de Tokyo et étudie la politique. Il a enseigné comme professeur à l’Université de Tokyo, puis comme professeur adjoint à l’Université de technologie de Tokyo. Il est professeur émérite de l’Université de Tokyo.
Il est considéré comme le représentant le plus prestigieux en tant qu'historien chinois, surtout concernant la politique et la diplomatie de la Chine. Et ses opinions pouvaient influencer la direction de la diplomatie japonaise avec la Chine.

## Publications
- Selected works on modern Japan-China Relations[1]
- The 1911 Revolution in China: Interpretive Essays
- Japan in the post-war world (Behind the headlines ; v. 22, no. 4)

## Prix et distinctions
- Médailles honorifiques du Japon (Médaille au ruban pourpre) (1991)
- Prix de la culture asiatique de Fukuoka (1996)
- Ordre du Trésor sacré (2e classe, sautoir avec plaque) (1996)